# Port lotniczy Kyaukpyu
Port lotniczy Kyaukpyu (IATA: KYP, ICAO: VYKP) – port lotniczy położony w Kyaukpyu, w stanie Arakan, w Birmie.